# Bertel Haarder
Bertel Geismar Haarder (ur. 7 września 1944 w Rønshoved) – duński polityk, wieloletni minister w różnych rządach, parlamentarzysta krajowy i eurodeputowany.

## Życiorys
W 1970 ukończył nauki polityczne na Uniwersytecie Aarhus. Pracował jako nauczyciel i wykładowca akademicki, opublikował kilka prac z zakresu politologii, poświęconych m.in. liberalizmowi.
Zaangażował się w działalność liberalnej partii Venstre. Od 1975 do 1999 nieprzerwanie zasiadał w duńskim parlamencie (Folketingecie), reprezentując różne okręgi wyborcze. Od 1982 do 1993 był ministrem edukacji w rządach Poula Schlütera, od 1987 odpowiadał także za resort nauki, technologii i postępu.
W 1994 i 1999 był wybierany do Parlamentu Europejskiego, w którym zasiadał do 2001. Pełnił m.in. funkcję wiceprzewodniczącego PE (1997–1999) oraz dwukrotnie wiceprzewodniczącego frakcji ELDR. W 2005 Bertel Haarder powrócił do Folketingetu, w 2007, 2011, 2015 i 2019 uzyskiwał mandat po raz kolejny.
W 2001 Anders Fogh Rasmussen powierzył mu tekę ministra ds. uchodźców, imigrantów i integracji. W tym samym roku został też ministrem ds. europejskich, a w 2004 ministrem współpracy na rzecz rozwoju. W drugim rządzie tego samego premiera został ministrem edukacji oraz ministrem ds. kościelnych. Resortem edukacji kierował także w trzecim gabinecie od 2007, ponownie odpowiadając też za współpracę nordycką. Te same stanowiska utrzymał w powołanym w 2009 rządzie Larsa Løkke Rasmussena. W 2010 został przesunięty na urząd ministra zdrowia i spraw wewnętrznych, funkcję tę sprawował do 2011. W 2015 ponownie wszedł w skład duńskiego gabinetu – Lars Løkke Rasmussen powierzył mu tekę ministra kultury i ds. kościelnych; zakończył urzędowanie w 2016.
Bertel Haarder sprawował urząd ministra w różnych resortach łącznie ponad dwadzieścia lat, najdłużej od czasu reformy ustrojowej w 1901.

## Odznaczenia
- Krzyż Wielki Orderu Danebroga (2017)[4]
- Krzyż Wielki Orderu Zasługi (Norwegia, 2014)[4]
- Krzyż Wielki Orderu Sokoła Islandzkiego (Islandia, 2017)[4][5]
- Złota i Srebrna Gwiazda Orderu Wschodzącego Słońca (Japonia, 2020)[6]
- Medal Rady Bałtyckiej (2021)[7]